# Én, Te, Ő… (folyóirat)
Az Én, Te, Ő… című szórakoztató irodalmi folyóirat 1925 és 1931 között előbb havonta egyszer, később háromszor jelent meg Damó Jenő szerkesztésében és kiadásában Temesvárt.
Rangos hazai és külföldi íróknak, a világirodalom klasszikusainak erotikus tematikájú, pajzán hangvételű verseit, novelláit, elbeszéléseit közölte, egyik munkatársa Cziffra Géza. Kezdetben tartózkodott az olcsó pornográfiától, később belesüllyedt. Rajzait neves temesvári képzőművészek készítették.
A lap mellett Én, Te, Ő… címmel könyvsorozat is indult, amelyben Alfred de Musset Gamiani c. munkája, Somlyó Zoltán Miléva. Damó Jenőtől Egy szűz felszabadulásának története c. verseskötete s két antológia, az Evoe Szerelmes éjszakák (Temesvár, 1925) és Az erotika antológiája (Temesvár, 1927) jelent meg. A lap 1927-ben Aktalbum és Almanach c. kiadványokkal is jelentkezett. A folyóirat címével később Dinnyés Árpád indított hasonló jellegű füzetsorozatot.